# Федір Іванович Заславський
Фе́дір Засла́вський (*д/н — 1539) — державний та військовий діяч Великого князівства Литовського. Не слід плутати з українським князем Федором Івановичем Заславським з роду Заславських-Рюриковичів.

## Життєпис
Походив з литовсько-білоруського роду Заславських (нащадків Гедиміна). Молодший син Івана Заславського, намісника вітебського. Здобув гарну освіту, виявивши хист до державних справ. Замолоду обіймав посаду дворянина королівського.
У 1492 році змінив батька на посаді намісника вітебського (Іван Заславський став намісником Мінським), тим самим було посилено вплив Заславських у великому князівстві. На своїй посаді Федір Заславський перебував до 1494 року, коли його змінив старший брат Михайло. Натомість Федір призначається на посаду намісника (старости) Браславського (до 1501 року).
1499 року після смерті батька розділив з братами Михайлом і Богданом родинні маєтності, остамши родинний замок Заславль у Мінському воєводстві. 1501 році стає державцем Оршанським. На цій посаді активно збирав маєтності й кошти, вступивши в численні конфлікти з місцевою дрібною шляхтою. 1533 року почалася суперечка з Остафієм Яциничем стосовно розорення частини володінь останнього. Тяганина тривала декілька років, оскільки Заславський не виконував рішення комісарського і господарських судів щодо відшкодування збитків. При цьому продовжував свою практику щодо розширення володінь. Втім, у 1538 році позбавлено оршанського уряду. Помер у 1539 році.

## Родина
Дружина — Софія, донька Андрія Сангушко, старости володимирського.
Діти:
- Анна (? — 1572), дружина: 1) Івана Глібовича, воєводи віленського; 2) Ієроніма Сенявського, воєводи руського